# Karl-Alfred Jacobsson
Karl-Alfred Jacobsson (né le 15 janvier 1926 à Boston dans le Massachusetts, et mort le 4 mars 2015) est un joueur de football suédois.
Son frère, Frank « Sanny » Jacobsson est également footballeur, et joue au GAIS.

## Biographie
Il porte le numéro 8 durant toute sa carrière.
Il débute au Gårda BK, et rejoint le GAIS en 1944. Il remporte l'Allsvenskan en 1954.
Entre 1952 et 1954, il finit trois années de suite meilleur buteur du championnat suédois.
Il est également international six fois.